# Stadio Franco Ossola
Lo stadio comunale Franco Ossola - velodromo Luigi Ganna è uno stadio polisportivo sito nella città italiana di Varese, utilizzato principalmente per la pratica del calcio: storico campo casalingo del Varese, dal 2020 ospita le gare interne del Città di Varese, club che ha parzialmente rilevato l'identità del sodalizio cittadino.
Ha inoltre ospitato competizioni a carattere nazionale ed internazionale di ciclismo su pista e vari eventi di altri sport o extra-sportivi.

## Storia

### Origini

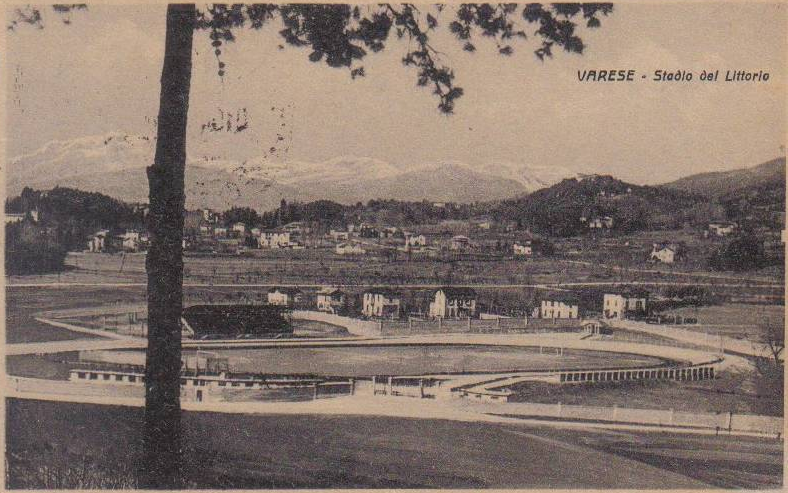
Lo stadio poco dopo l'inaugurazione, negli anni 1930: si nota la totale assenza di tribune ad eccezione del settore ovest, mentre sotto la curva sud del velodromo (a sinistra) si intravede l'edificio degli spogliatoi.

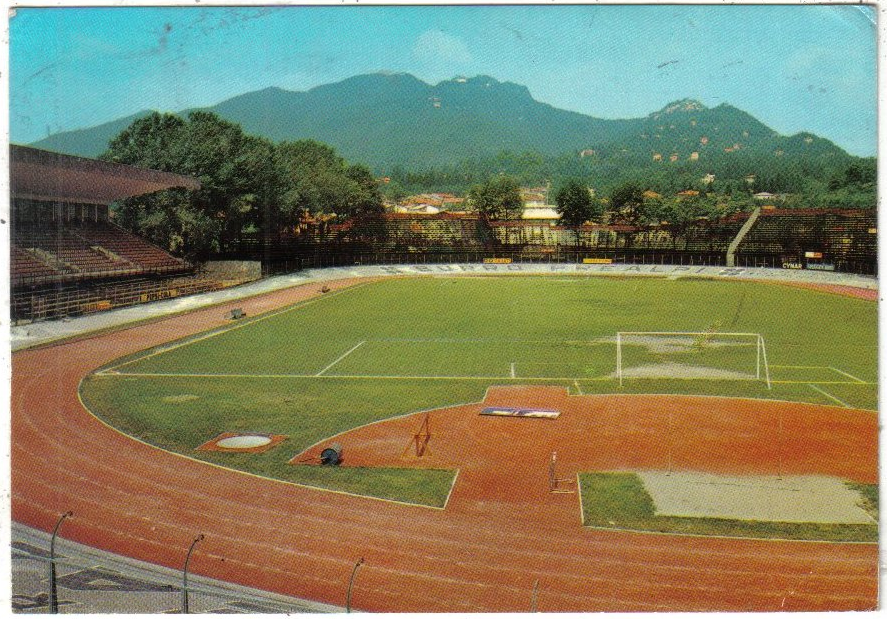
Interno dello stadio attorno agli anni 1960: a sinistra la rinnovata tribuna, sullo sfondo si notano la vecchia pista ciclistica e una parte degli spalti (curva nord e distinti nord) costruiti in tubi d'acciaio.

Il progetto per l'edificazione di uno stadio polisportivo in località Masnago (da dedicare essenzialmente alla pratica di calcio, atletica leggera e ciclismo su pista) fu presentato all'Ufficio Tecnico del Comune di Varese il 3 gennaio 1935 e i lavori di costruzione furono conclusi entro la fine di quell'anno. Lo Stadio del Littorio fu quindi inaugurato l'8 dicembre, allorché la Varese Sportiva vi giocò la prima partita interna e abbandonò il vecchio campo di gioco in località Bettole (sul cui sito venne poi costruito l'ippodromo cittadino, precedentemente ubicato proprio a Masnago).
Dopo la caduta del fascismo, l'impianto (che nel 1945 venne adibito a campo di prigionia temporaneo sotto la responsabilità del CLNAI) venne denominato informalmente Stadio di Masnago, per poi assumere l'intitolazione a Franco Ossola a seguito della tragedia di Superga, in cui perse la vita l'intera squadra del Grande Torino (ivi compreso il calciatore varesino). L'adozione di tale nome venne resa ufficiale il 3 settembre 1950 con la posa di un cippo presso la cancellata principale.
La struttura originaria disponeva di una sola tribuna, posizionata sul lato est del terreno di gioco, attorno al quale si sviluppavano la pista di atletica leggera e il velodromo, costruito con un'impalcatura di ferro e calcestruzzo; gli spogliatoi erano seminterrati, ubicati in una bassa costruzione al di sotto della curva meridionale della pista ciclistica e l'accesso al campo era possibile mediante un tunnel che sbucava dietro il relativo lato corto del terreno di gioco.
Successivamente l'impianto fu più volte rimaneggiato e dotato di spalti lungo pressoché tutto il suo perimetro: il 13 settembre 1959, in occasione dell’arrivo della Tre Valli Varesine, il sindaco Lino Oldrini inaugurò la tribuna coperta in cemento armato (poco prima era stata abbattuta la vecchia struttura d’epoca fascista); nella circostanza si giocò un’amichevole tra Varese e Torino. In seconda battuta si procedette alla costruzione delle due curve (nord e sud) e del settore distinti sul lato ovest, dapprima in legno e tubi d'acciaio e poi in calcestruzzo. Ciò consentì, negli anni delle maggiori fortune del Varese Calcio (che tra gli anni 1960 e 1970 disputò più volte il campionato di Serie A), di portare la capienza fino a 23.000 spettatori (complice il fatto che i posti non erano numerati e si permetteva agli spettatori di accomodarsi non solo sulle gradinate, ma anche sul velodromo o sulla pista di atletica). Per ragioni di sicurezza, la capienza massima dell'impianto venne via via stabilizzata a poco meno di 10.000 posti.
Gli spogliatoi e i locali tecnici dello stadio vennero poi progressivamente trasferiti dalla curva sud (i cui locali finirono in abbandono o usati come deposito) all'interno della tribuna.

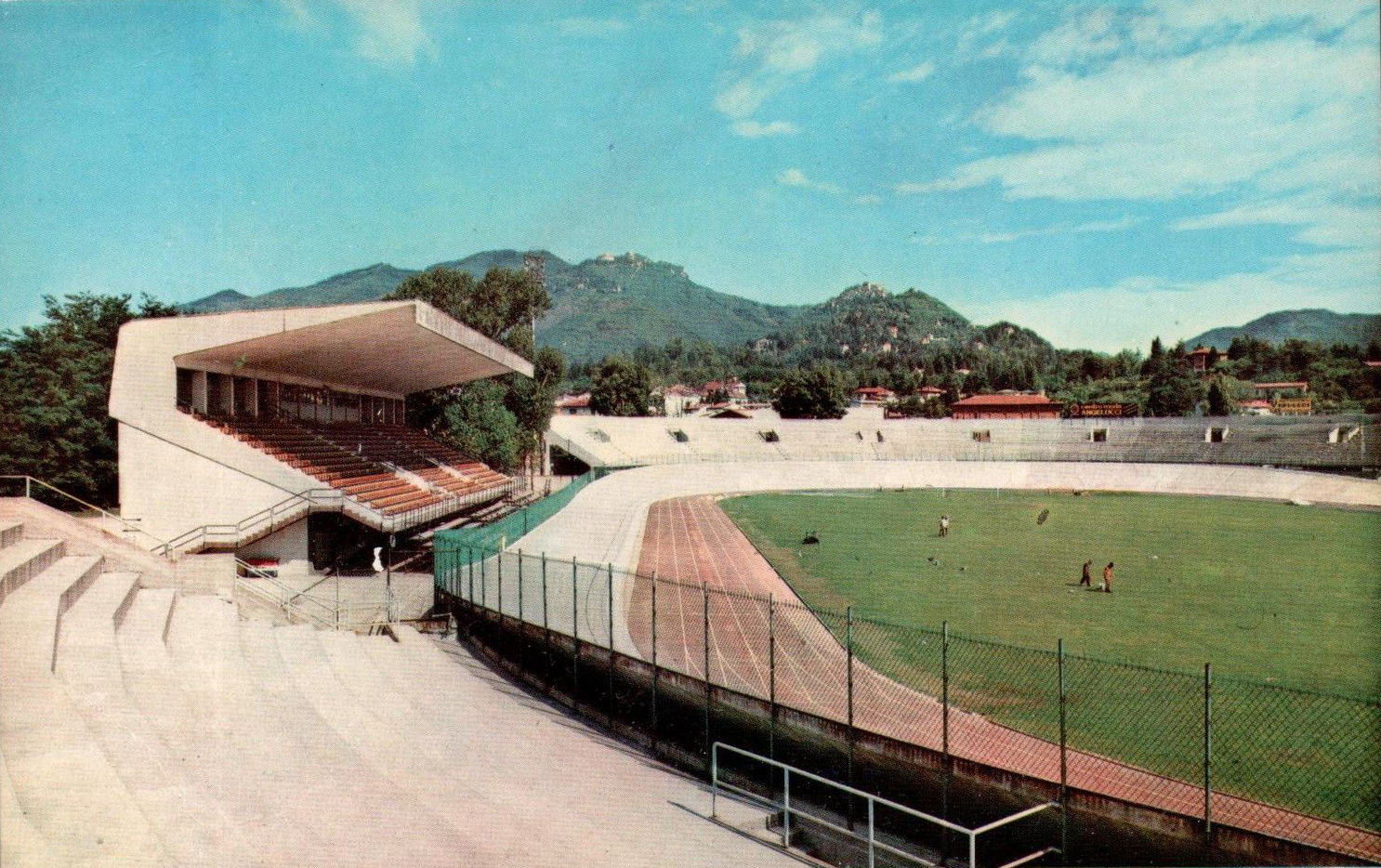
Interno dello stadio attorno agli anni 1970, con gli spalti completamente in calcestruzzo e il velodromo rinnovato.

Nel 1967 l'Azienda Autonoma di Soggiorno varesina commissionò all'architetto Luigi Vermi un progetto di sistemazione urbanistica della zona adiacente allo stadio (che non venne mai attuato). Esso prevedeva la creazione di una sorta di "quartiere polisportivo", comprendente un campo da hockey su ghiaccio, delle piscine e piste di atletica leggera, più altri spazi e locali pubblici.

### Terzo millennio
Nel 2007, dinnanzi alle necessità di adeguare lo stadio (le cui infrastrutture erano ormai obsolescenti) ai regolamenti in vigore per la Serie C2 (categoria in cui a quel tempo militava il Varese), l'amministrazione comunale e il club biancorosso decisero di chiudere la curva nord (obbligando i gruppi della tifoseria organizzata a spostarsi nei distinti) e ridurre la capienza complessiva degli spalti al di sotto dei 7.500 posti. Al fine di contenere ulteriormente i costi di gestione, negli anni successivi vennero attuate ulteriori chiusure di settori e limitazioni all'accesso del pubblico. Ulteriori difficoltà derivarono altresì dall'inefficienza dell'impianto di illuminazione (sia sul campo che sugli spalti e nelle pertinenze)

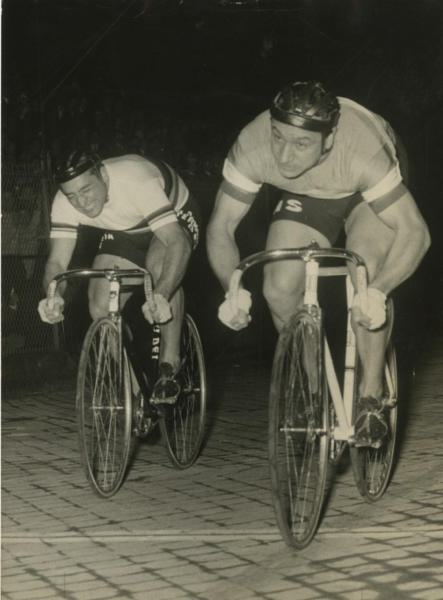
Antonio Maspes batte in volata al velodromo Ossola Sante Gaiardoni al G.P. Magnadyne negli anni sessanta

Lo stadio poté essere riaperto nella sua quasi totalità solo a seguito della promozione del Varese in Serie B: in occasione dei play-off e soprattutto al termine della stagione 2009-2010, il comune di Varese si occupò infatti di implementare una sistemazione dell'impianto che, dopo alcune valutazioni, fu portato ad una capienza di 8 213 posti. Contestualmente fu rivista la mappa degli ingressi agli spalti (che vennero riverniciati e dotati di numerazione dei posti), al fine di separare il più possibile i tifosi a seconda del settore di appartenenza, fu potenziata la videosorveglianza e furono installate gabbie e tornelli elettronici per il prefiltraggio del pubblico. In tal modo curva nord e distinti poterono essere riaperti integralmente.
In occasione delle gare di playoff della Serie B (nelle stagioni 2010-2011 e 2011-2012) la capienza delle tribune è stata ulteriormente aumentata, fino ad un massimo di 9 926 posti (ferma restando la necessità di mantenere chiuso uno spicchio degli spalti per dividere il settore dei distinti dalla curva sud). Contestualmente, tra il 2011 e il 2012 si provvide ad intitolare la tribuna centrale e la curva nord dello stadio rispettivamente a Bruno Arcari e Pietro Maroso.
Nell'estate 2011 sono partiti altri lavori di adeguamento della struttura: installazione di ulteriori telecamere di videosorveglianza, ampliamento degli spogliatoi ed altri interventi di minore entità.
Nel luglio 2013, su iniziativa del presidente in carica del Varese, Nicola Laurenza, alcuni writers hanno realizzato 88 graffiti di vario tema sulle mura esterne di recinzione.
Nel 2015 la dirigenza societaria del Varese ha intrapreso una nuova opera di ristrutturazione dell'impianto, comprendente il risanamento del campo sterrato alle spalle del settore distinti e di quello in sintetico prospiciente la tribuna, la ristrutturazione dei locali siti al di sotto delle curve (trasformati in spogliatoi e spazi di servizio e per il settore giovanile) e la realizzazione di spazi dedicati a dirigenti e sponsor sulla tribuna centrale. Contestualmente, date le ridotte necessità di capienza richieste dal campionato di Eccellenza (donde il club è ripartito a seguito del fallimento della vecchia società), si è optato per aprire stabilmente al pubblico solo la tribuna e i Distinti, aggiungendo la curva sud solo in caso di un significativo afflusso di tifosi ospiti. La prassi è proseguita anche nei tre anni a seguire (addirittura nel 2019 l'accesso dovette essere ridotto alla sola tribuna per motivi di sicurezza).
Nell'estate 2018 il Varese provvide ad attuare alcuni lavori sulla tribuna centrale, sostituendo i seggiolini e ritinteggiando le parti murarie rivolte verso il campo di colore rosso. A causa di una nuova crisi, tra la fine del 2018 e l'inizio del 2019, lo stadio venne lasciato privo da ogni manutenzione minima a causa del mancato pagamento delle utenze di metano e corrente elettrica, la cui interruzione obbligò a chiudere tutto l'impianto.
Dopo circa un anno lo stadio fu riaperto per estemporanee partite di altre squadre cittadine, tra le quali il Città di Varese, erede informale del cessato Varese; proprio quest'ultima infine ne ottenne la concessione, consentendone la stabile riapertura.

### Ipotesi di ristrutturazione
Negli anni 2000 la crescente obsolescenza dell'impianto stimolò il dibattito sull'ipotesi di effettuarvi un'opera di ristrutturazione o di praticarne la demolizione e successiva riedificazione ex novo in un'altra località. Nel dicembre 2005, durante la presidenza di Riccardo Sogliano, il Varese 1910 presentò un progetto preliminare per la riattazione dell'intera area del quartiere di Masnago ove sorge lo stadio. Essa prevedeva la realizzazione di un grande parco, che inglobasse il limitrofo palasport e la nuova arena, dotata di campo in erba sintetica, spalti capaci di contenere 9 900 spettatori, totalmente coperta (indoor) e con spazi contigui dedicati ad esercizi commerciali di vario genere. Il costo stimato di un tale intervento era di 150 milioni di euro.
Negli anni successivi si continuò a parlare del suddetto progetto, e ne vennero altresì presentati altri (dapprima sempre durante la gestione Sogliano, poi rispettivamente dai presidenti Antonio Rosati, Nicola Laurenza, Alì Zeaiter e Gabriele Ciavarrella), senza che però si riuscisse ad arrivare ad alcun risultato concreto, complici anche i tre fallimenti patiti dal club nel corso dei primi anni del terzo millennio.

## Struttura
Lo stadio presenta una configurazione a pianta ellittica. Gli spalti sono costruiti in calcestruzzo e cemento armato e si dividono nei seguenti settori:
- Tribuna Bruno Arcari, posizionata lungo il lato ovest del campo, è suddivisa in tribuna centrale (ove sono ubicati i posti d'onore), tribuna laterale nord, tribuna laterale sud, tribuna parterre e tribuna stampa (dedicata agli operatori giornalistici). È l'unico settore dotato di copertura e di posti provvisti di seggiolino e ospita al suo interno gli spogliatoi principali, la sala stampa e buona parte delle infrastrutture di servizio dello stadio.
- Curva nord Peo Maroso, di forma semicircolare, ospita usualmente i gruppi della tifoseria organizzata varesina.
- Distinti nord, costituisce lo spicchio orientale della curva casalinga ed è parte integrante del settore dei distinti.
- Distinti, posizionato lungo il lato est del campo, è il settore più capiente di tutto l'impianto. Al di sotto di esso, a livello del terreno di gioco, è ubicato il sotto-settore distinti parterre.
- Distinti sud, costituisce lo spicchio orientale della curva meridionale ed è usualmente chiuso al pubblico per ragioni di sicurezza.
- Curva sud, riservata alle tifoserie ospiti, ospita al di sotto di essa gli spogliatoi secondari dello stadio.

Curve e distinti (seppur aventi altezza e capienza differenti) sono raccordate tra loro e costituiscono di fatto un'unica struttura, mentre la tribuna è un settore a sé stante, del tutto separato ed indipendente dal resto degli spalti. Tutti i posti dello stadio sono a sedere e numerati.
Le tribune sono separate dal campo da gioco (la cui superficie è in erba naturale) dall'ex pista di atletica (ormai usurata) ora coperta in asfalto e da un velodromo scoperto in cemento, lungo 446 metri e dedicato al ciclista varesotto Luigi Ganna. L'illuminazione dello stadio è garantita da quattro torri faro angolari.
Le pertinenze dello stadio comprendono inoltre tre campi da gioco laterali, più piccoli del principale (utilizzati essenzialmente dalle squadre giovanili del Varese) e alcune abitazioni originariamente destinate all'alloggio del custode, che dal 2015 ospitano la sede legale ed operativa del Varese e dell'associazione dei tifosi del club.

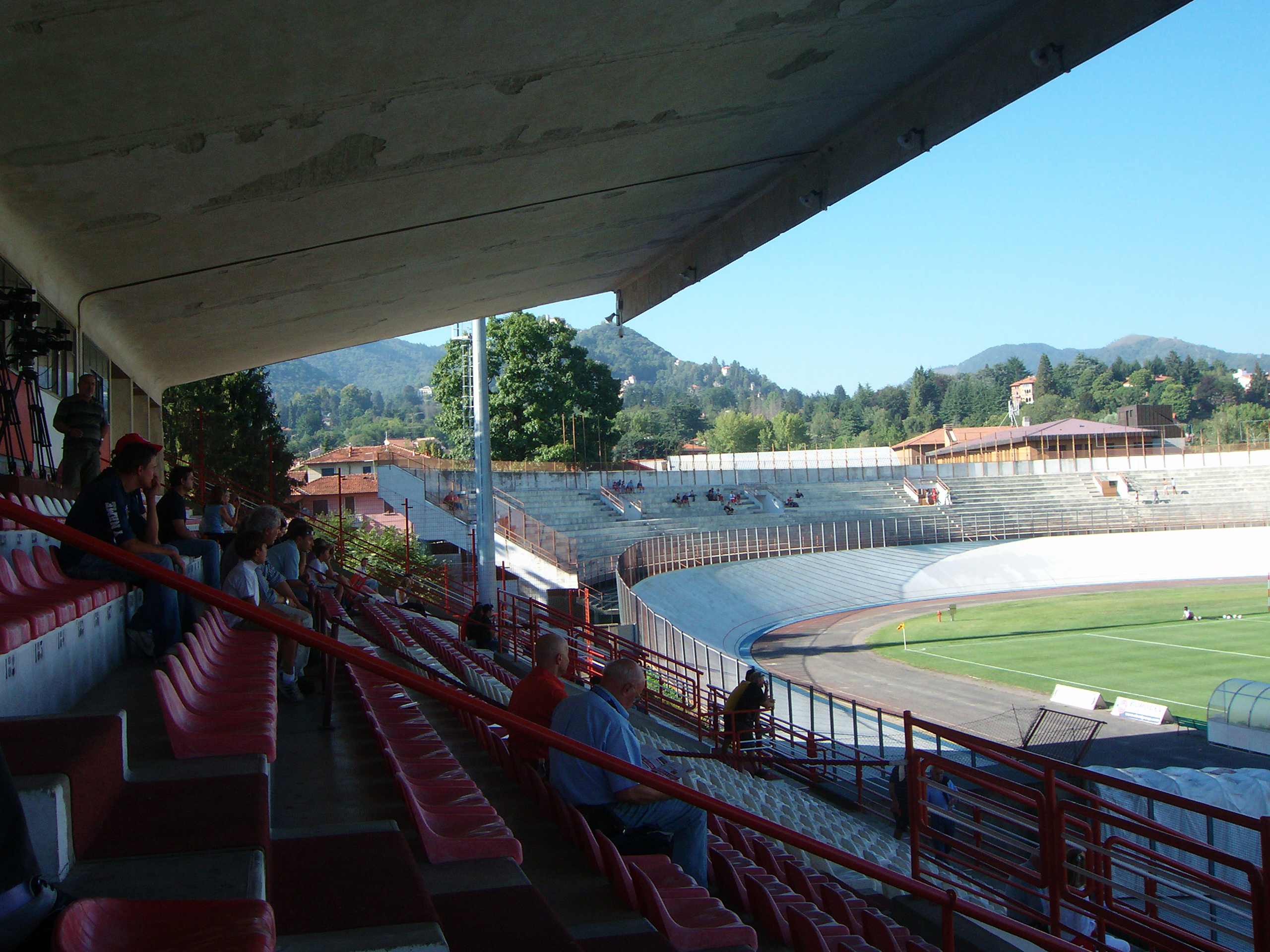
La tribuna Bruno Arcari
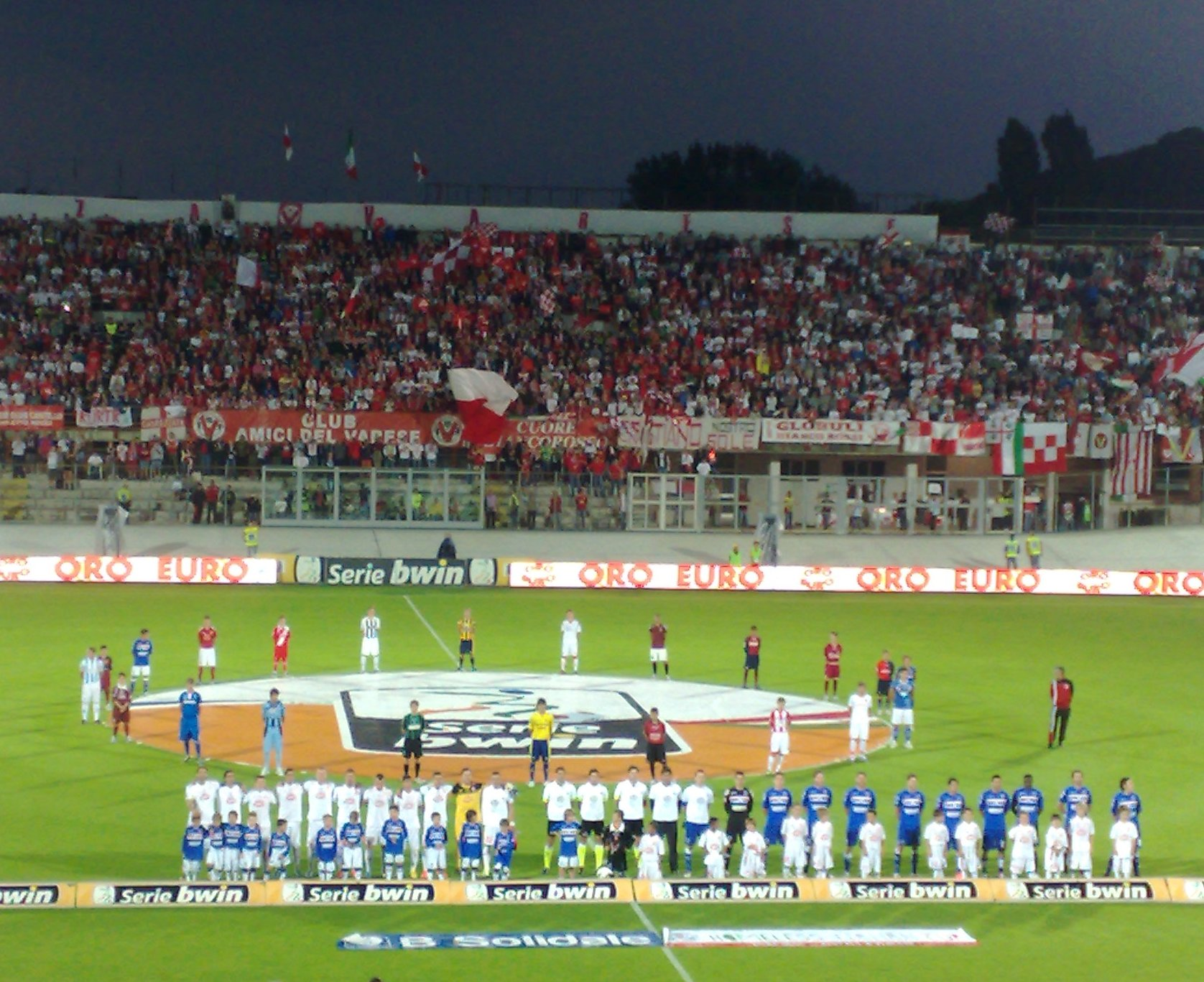
Vista sul settore dei distinti in occasione della finale play-off del campionato di Serie B 2011-2012.
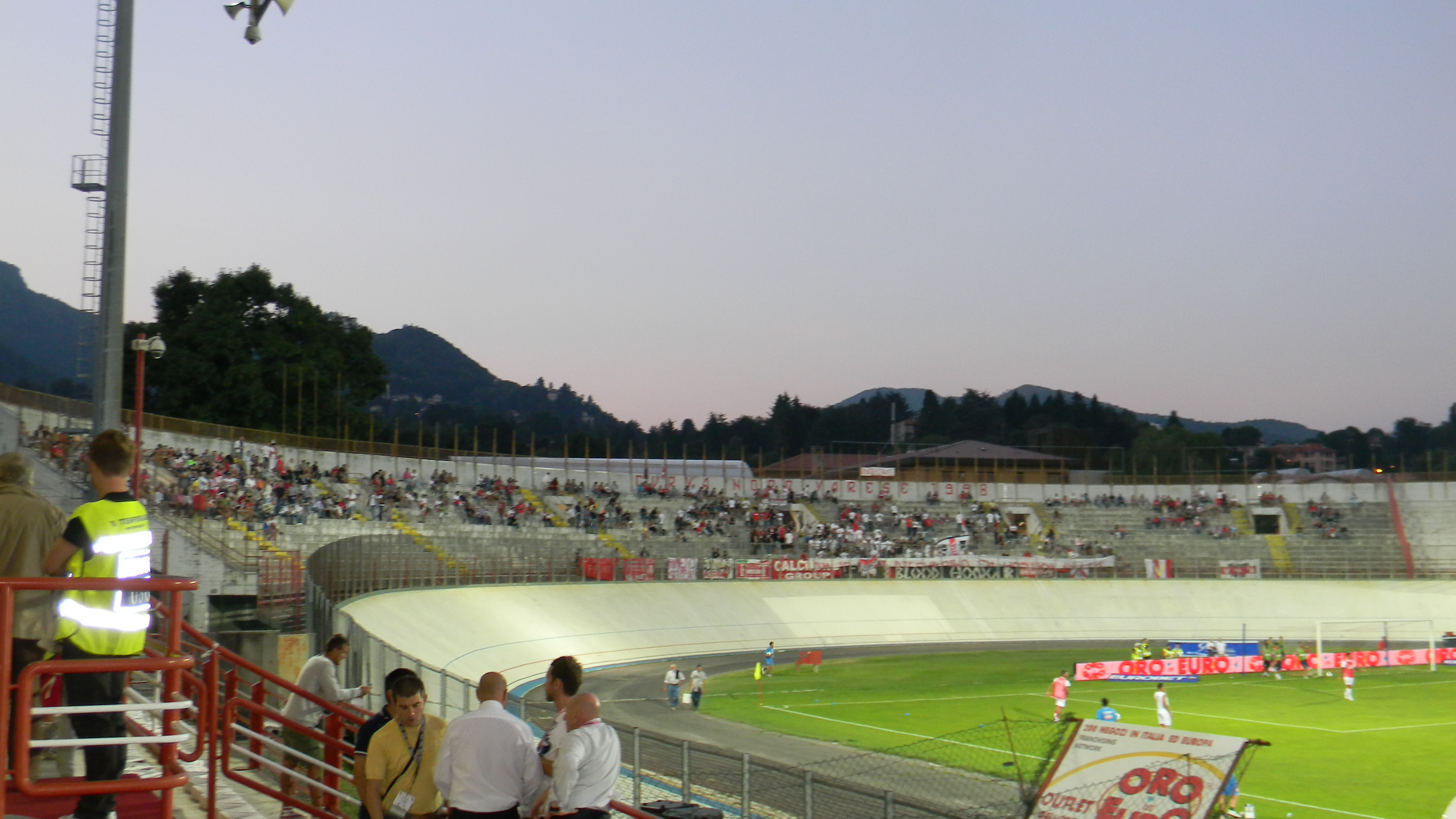
La curva nord Peo Maroso, sede tradizionale dei tifosi organizzati varesini.
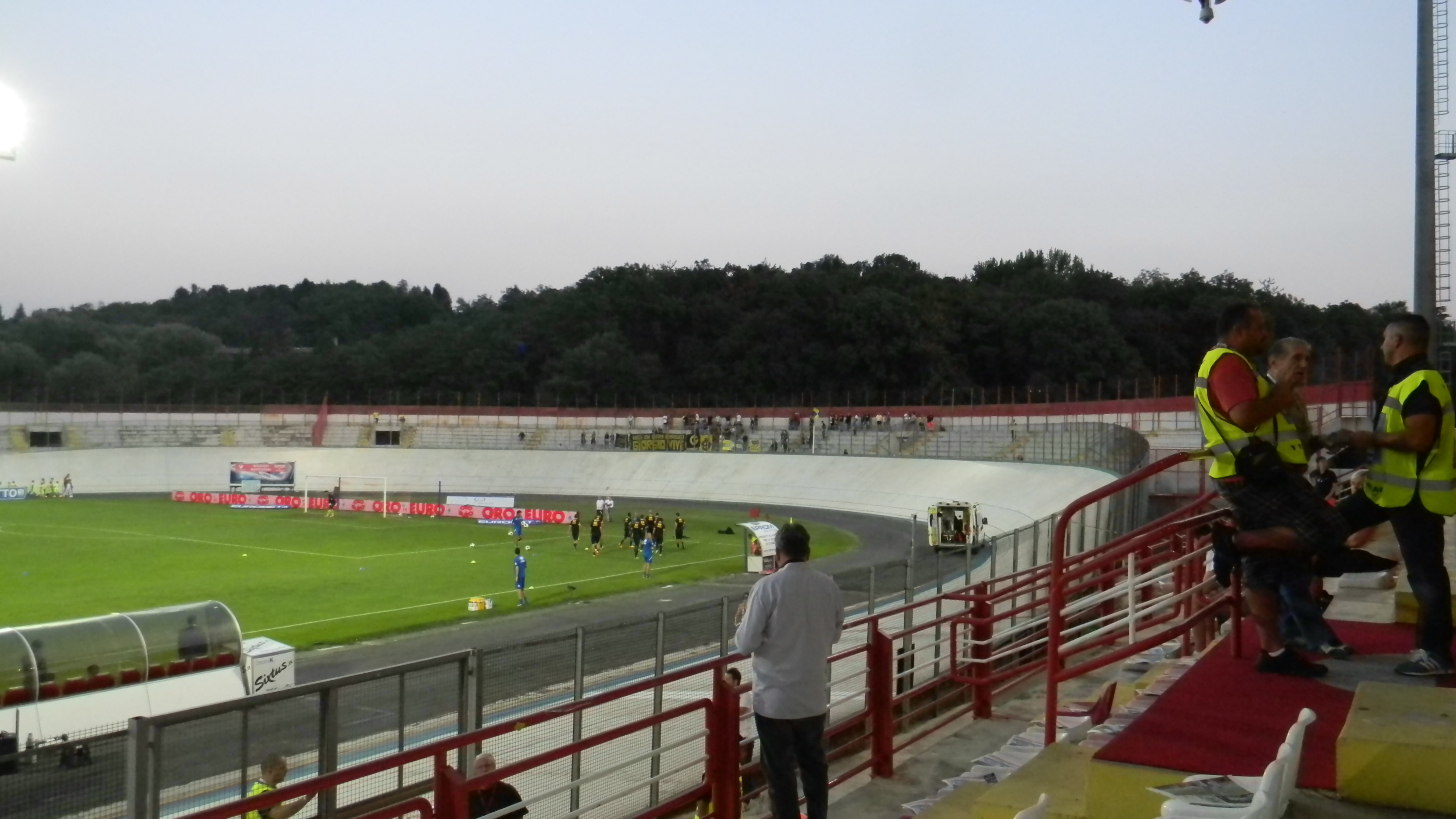
La curva sud, riservata ai tifosi ospiti.
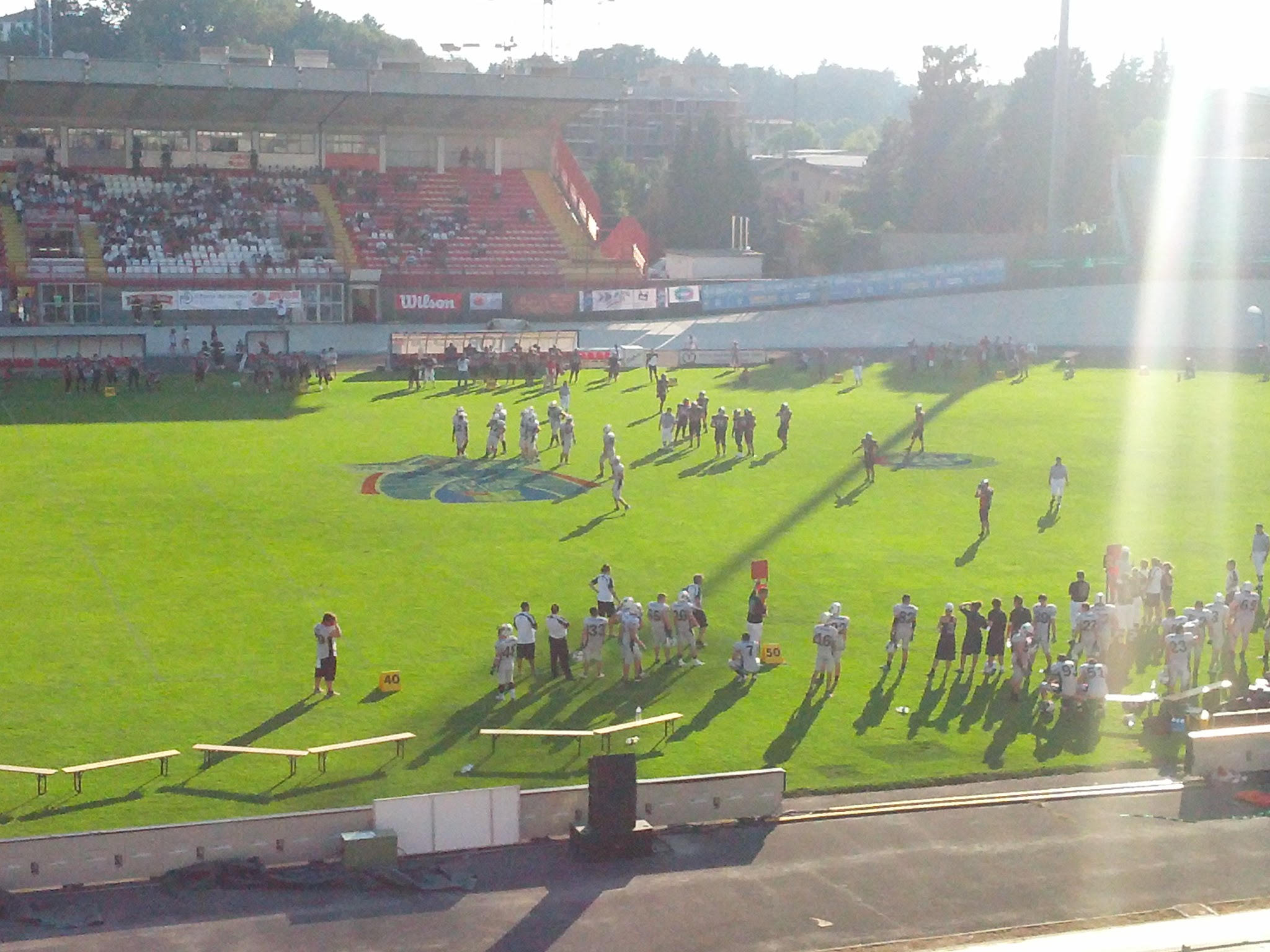
Finale Italian Football League 2012

## Lo stadio e la Nazionale italiana di calcio
- Il 1º novembre 1970, si disputò al Franco Ossola una partita della Nazionale Under-23 contro i pari età dell'Austria. Il risultato finale fu di 3-1 a favore dell'Italia.
- Il 1º giugno 1988, la Nazionale italiana disputa al Franco Ossola un'amichevole contro il Lugano, chiusa sul punteggio di 4-1 per l'Italia.
- Il 10 agosto 2011 lo stadio ospitò per la terza volta una partita di una Nazionale italiana: l'amichevole tra l'Italia Under-21 e i pari età della Svizzera, terminata 1-1.[24]

## Altre manifestazioni ospitate
Nel 1971 il velodromo Luigi Ganna ha ospitato i campionati mondiali di ciclismo su pista (assegnati a Varese congiuntamente a quelli di ciclismo su strada, svoltisi nella vicina città svizzera di Mendrisio). In tale occasione la pista ciclistica venne integralmente ricostruita, con un aumento della pendenza delle curve.
Il 7 luglio 2012 la struttura ha ospitato la V edizione dell'Italian Superbowl, la finale del campionato di Serie A1 IFL di football americano, vinta dai Panthers Parma.

## Trasporti
Lo stadio è servito dagli autobus della rete urbana dei trasporti di Varese, gestiti dalla società Autolinee Varesine, tramite le seguenti linee e fermate:
- E Palasport-Bizzozero (fermate di via Daniele Manin, via Giovanni Borghi, via Giuseppe Bolchini, via Severo Piatti e via Aurelio Saffi)
- H Scuola europea-San Fermo, P Olona-Velate (fermate di via Giuseppe Bolchini, via Stadio e via Vellone)
- Z Bregazzana-Calcinate degli Origoni (fermata di via Sorrisole).

Nei giorni di gara le linee talora modificano i loro percorsi e sono affiancate da servizi suppletivi dedicati.